# Chú thỏ Stanford

Chú thỏ Stanford được thể hiện trong YafaRay

Chú thỏ Stanford là mô hình thử nghiệm đồ họa 3D của máy tính được phát triển bởi Greg Turk và Marc Levoy vào năm 1994 tại Đại học Stanford. Mô hình này bao gồm dữ liệu mô tả 69.451 hình tam giác được xác định bằng cách quét 3D một bức tượng gốm của một con thỏ. Bức tượng này và những người khác đã được quét để kiểm tra các phương pháp quét phạm vi vật thể.
Dữ liệu có thể được sử dụng để kiểm tra các thuật toán đồ họa khác nhau, bao gồm đơn giản hóa đa giác, nén và làm mịn bề mặt. Có một vài sự phức tạp với bộ dữ liệu này có thể xảy ra trong bất kỳ dữ liệu quét 3D nào. Mô hình được kết nối đa dạng và có lỗ hổng trong dữ liệu, một số do giới hạn quét và một số do đối tượng bị rỗng. Các biến chứng này cung cấp đầu vào thực tế hơn cho bất kỳ thuật toán nào được điểm chuẩn với chú thỏ Stanford, mặc dù theo tiêu chuẩn ngày nay về độ phức tạp hình học và số lượng tam giác, nó được coi là một mô hình đơn giản.
Mô hình ban đầu có sẵn ở định dạng tệp.ply (đa giác) với 4 độ phân giải khác nhau, 69.451 đa giác là cao nhất.